# Kreisgericht Insterburg
Das Kreisgericht Insterburg war ein preußisches Kreisgericht in der damaligen Provinz Preußen mit Sitz in Insterburg.

## Geschichte
In Insterburg bestanden bis 1849 das königliche Land- und Stadtgericht Insterburg sowie viele Patrimonialgerichte.
1849 wurden in Preußen einheitlich Kreisgerichte geschaffen. Hierbei wurde die Patrimonialgerichtsbarkeit abgeschafft und die Patrimonialgerichte wurden aufgehoben. Auch die eingangs genannten Gerichte wurden aufgehoben und es entstand das Königliche Kreisgericht Insterburg. Es war für den Landkreis Insterburg zuständig.
Beim Kreisgericht Insterburg wurden Schwurgerichtssachen für die Kreisgerichte Darkehmen, Gumbinnen, Insterburg, Pillkallen und Stallupönen verhandelt. Am Gericht waren 1870 ein Direktor und zehn Kreisrichter eingesetzt. 1870 betrug die Zahl der Gerichtseingesessenen 66.086.
Im Rahmen der Reichsjustizgesetze wurde das Gerichtswesen in Deutschland 1879 vereinheitlicht. Damit wurde das Kreisgericht Insterburg aufgehoben und das königlich preußische Amtsgericht Insterburg mit Wirkung zum 1. Oktober 1879 als eines von sechs Amtsgerichten im Bezirk des Landgerichtes Insterburg als Nachfolger gebildet.